# 新北市立十三行博物館
新北市立十三行博物館，簡稱十三行博物館，位于台灣新北市八里左岸，於1998年興建，2003年4月24日正式開館。為台灣第一座市立考古博物館，設立目的為保存及推廣十三行遺址的史前文化。舊名十三行遺址文物陳列館，1998年改名臺北縣立十三行博物館，2010年再變更為現名。建築物及廣場共約四公頃，包括本館建築群為展示情境，設有遺址出土各項重要文物常設展、特展廳、考古學習體驗室。館中介紹有關十三行文化、植物園文化、圓山文化等過去的遺跡與背景。

## 沿革
1957年，十三行遺址被勘查後定名並登錄為三級國定古蹟。1989年，因八里污水處理廠將興建於十三行遺址上，引起各方搶救十三行遺址；搶救計畫由1991年7月第五次發掘開始，1990年第三次發掘、1988年的第二次發掘為考古研究計畫。1992年由行政院文化建設委員會（今文化部）勘定後，確定遺址保存面積為3136.9平方公尺，其餘面積則興建污水廠。1995年行政院會議決議由污水廠撥地成立十三行遺址文物陳列館，1998年更名為臺北縣立十三行博物館後正式動工興建，2003年4月24日正式開館，2010年改名新北市立十三行博物館。
目前，博物館主要常設有十三行文化的展覽，並定期推出八里原住民文化等非常設展。

## 建築

### 獎項
十三行博物館由臺灣建築師孫德鴻設計，2002年獲台灣建築獎首獎，2003年獲遠東建築獎傑出獎，2014年獲國家建築獎金獎之文化教育及公共建築類金獅獎。

### 特色
博物館分別由三棟建築組成象徵為山與海，以及設計成傾斜不正的八角塔，象徵毀壞的遺跡與無法還原的歷史真相，並由大片尖銳角度的清水模牆面呈現，暗示考古現場無法重現的狀況，側面的兩道高牆指向觀音山上的大坌坑遺址，暗示兩者的時間連結。

## 姊妹館
- 全谷史前博物館
- 國立海洋博物館[9]

## 圖片集

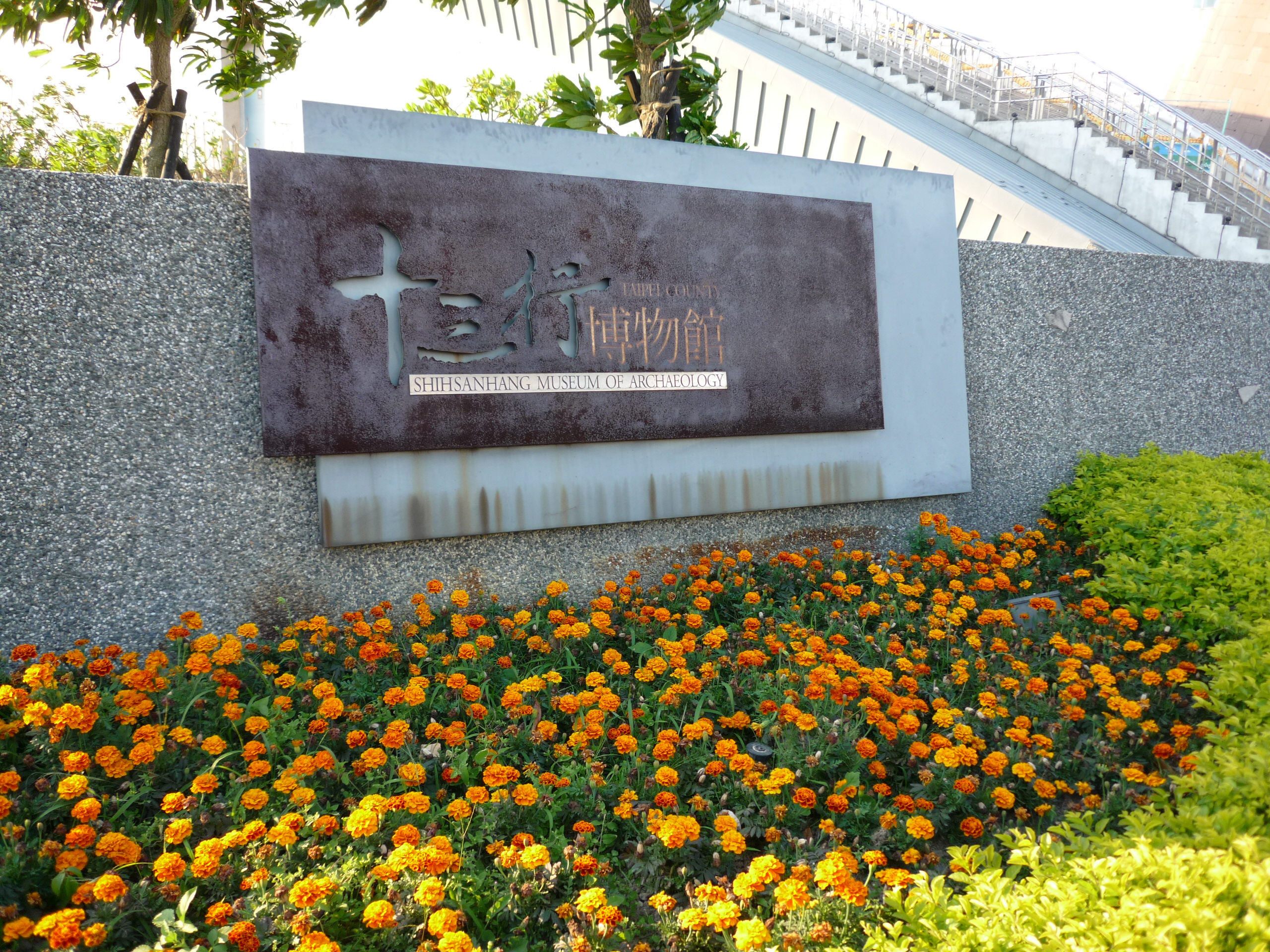
十三行博物館館牌
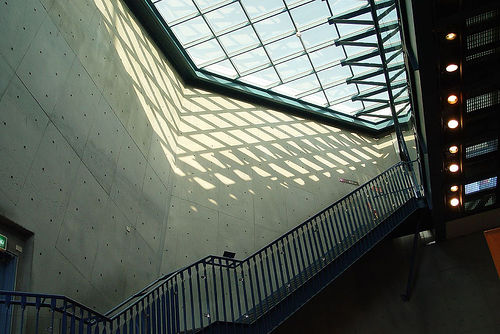
十三行博物館內一景
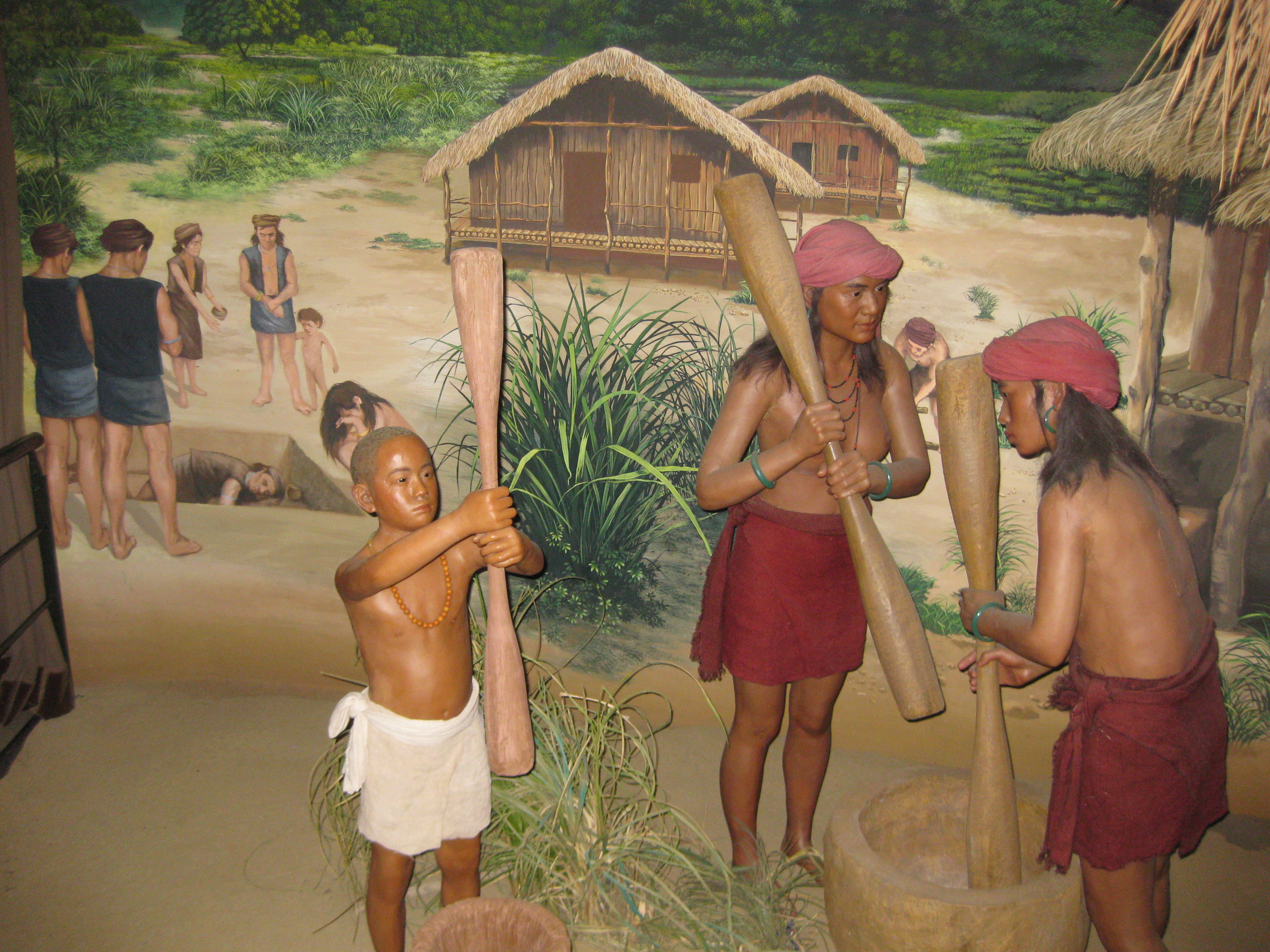
十三行文化展覽

## 外部連結
- 新北市立十三行博物館 （页面存档备份，存于）（繁體中文）（简体中文）（英文）（日語）
- YouTube上的新北市立十三行博物館頻道